# Melqart
Melqart is een godheid die door koning Hiram, de tijdgenoot van koning Salomo, als Baäl (heer, godheid) van de Fenicische stad Tyrus werd geïnstalleerd. 
Hij werd in verband gebracht met de zee en de onderwereld: de Feniciërs waren een zeevarend volk en beschouwden de zee als de woonplaats van hun voorvaderen. Men identificeerde Melqart met de Griekse held Herakles. De rotsen aan weerszijden van de Straat van Gibraltar werd door de Grieken aangeduid als de Zuilen van Herakles, door de Feniciërs als de Zuilen van Melqart. Ook in de door Feniciërs gestichte stad Carthago werd deze godheid vereerd.